# عصر پلاستیک (فیلم)
عصر پلاستیک (انگلیسی: The Plastic Age) فیلمی آمریکایی در سبک کمدی رمانتیک به کارگردانی وسلی راگلز است که در سال ۱۹۲۵ منتشر شد.

## بازیگران
- کلارا بو
- گیلبرت رولان
- ماری آلدن
- کلارک گیبل
- هنری بی. والتهال
- دیوید باتلر
- کارول لمبارد
- گون لی
- جنت گینور